# Лара, Эрисланди
Эрисланди Лара (исп. Erislandy Lara, род. 11 апреля 1983, Гуантанамо, Куба) — кубинский боксёр-профессионал, выступающий в полусредней, в первой средней и в средней весовых категориях.
Чемпион мира (2005), чемпион Игр Центральной Америки и Карибского бассейна (2006) в полусреднем весе (до 69 кг), в любителях.
Среди профессионалов действующий регулярный чемпион мира по версии WBA (2021—н. в.) в среднем весе. Регулярный чемпион мира по версиям WBA (2014—2017, 2019—2021) и IBO (2015—2018, 2020—2021), и бывший супер-чемпион мира по версии WBA (2017—2018) в 1-м среднем весе.

## Любительская карьера
Эрисланди провёл успешную любительскую карьеру. в 2003—2004 годах проиграл четыре поединка кубинскому чемпиону Лоренсо Аргону.
В 2005 году победил соотечественника Юделя Джонсона, россиянина Андрея Баланова, казахстанца Бахтияра Артаева и белоруса Магомеда Нурудинова.
Дважды проиграл Бакыту Сарсекбаеву, победил Деметриуса Андраде.
В 2005 году взял серебро на кубке мира, и золото на чемпионате мира. В 2006 году взял золото на центральноамериканских играх.
В 2007 году победил аргентинца Диего Габриэля Чавеса.

## Побег
В 2007 году Лара вместе с партнёром по команде Гильермо Ригондо, во время Панамериканских игр в Бразилии покинули расположение команды. Однако через несколько дней Ригондо и Лара были доставлены в бразильский полицейский участок, где заявили о том, что хотят вернуться на Кубу. Фидель Кастро после этого инцидента заявил, что Лара и Ригондо больше не будут боксировать за национальную сборную. В 2008 Лара совершил второй побег. Он перебрался в Германию и присоединился к другим перебежчикам с Кубы, таким как Одланьер Солис, Юриоркис Гамбоа и другим.

## Профессиональная карьера
На профессиональном ринге Лара дебютировал в июле 2008 года в средней весовой категории.
29 января 2010 года победил известного американского боксёра Грэди Брюэра.
В ноябре 2010 года спустился в первый средний вес и нокаутировал в первом раунде Тима Коннорса и завоевал титул WBA Fedelatin.
25 марта 2011 года свёл вничью бой с мексиканцем Карлосом Молиной.

#### Бой с Полом Уильямсом
В июле 2011 года Лара встретился с известным американцем Полом Уильямсом. Пол Уильямс не смог дать достойный ответ своим критикам, одержав очень спорную победу над Эрисланди Ларой. По ходу встречи невысокий Лара контролировал происходящее в ринге и задавал темп боя. Он постоянно попадал все теми же нелюбимыми Уильямсом левыми через руку и концу поединка превратил лицо Пола в кровавую маску. Несмотря на это, по итогам 12 раундов судьи узрели победу Уильямса большинством голосов судей: 114—114, 115—114 и 116—114. Победу одержал американец.

#### Бой с Рональдом Хернсом
Следующий бой Лара провел почти через год после боя с Уильямсом 20 апреля 2012 года. Соперником кубинца стал бывший претендент на титул в среднем весе, сын знаменитого Томаса Хирнса Рональд Хирнс. В конце первой минуты боя Лара левым боковым послал американца в нокдаун. Хирнс встал и Лара сразу пошёл добивать его. Хирнс не упал, но судья отсчитал ему 2-й нокдаун. Лара провел 3 боковых удара и отправил американца в тяжелый нокаут.

#### Бой с Ванесом Мартиросяном
10 ноября 2012 года Эрисланди встретился с непобеждённым американским боксёром из Армении, Ванесом Мартиросяном. Поединок вышел довольно скучным. Боксёры были очень осторожными и в 9-м раунде после случайного столкновения головами поединок пришлось остановить. Техническим решением судей была зафиксирована ничья.

#### Бой с Альфредо Ангуло
6 июня в Карсоне (штат Калифорния, США) 30-летний кубинец Эрисланди Лара завоевал титул временного чемпиона мира по версии WBA в первом среднем весе, в очень зрелищном бою победив техническим нокаутом в 10 раунде 30-летнего мексиканца Альфредо Ангуло. Лара начал бой с точных атак, в то время как Ангуло не мог ничего показать. В 4 раунде Ангуло отправил Лару в нокдаун, а во второй половине боя Ангуло начал выравнивать ход встречи. В 9 раунде Лара вновь побывал в нокдауне. К 10 раунду у Ангуло на лице образовалась большая гематома на левой стороне лица. В один из моментов после двух пропущенных ударов в область гематомы, Ангуло отвернулся от соперника, скривив лицо от боли. Рефери принял решение остановить поединок. У Ангуло подозрение на перелом лицевой кости. На момент остановки карточки судей выглядели следующим образом: 85-84, 85-84 в пользу Лары, 86-83 в пользу Ангуло.

#### Бой с Остином Траутом
7 декабря 2013 года Бруклине (США) отстоял свой временный титул WBA в первом среднем весе, одержав победу единогласным решением над экс-чемпионом мира в этом же весе 28-летним американцем Остином Траутом. Поединок выдался скупым на события и незрелищным. Кубинец имел преимущество в скорости и работе ног, а в 11 раунде Траут оказался в нокдауне. Счет судей в пользу Лары:118-109, 117-110, 117-110.
В марте 2014 года повышен WBA из временных чемпионов в регулярные в первом среднем весе (до 69,9 кг).

#### Бой с Саулем Альваресом
13 июля 2014 года состоялся поединок против Сауля Альвареса. Альварес был фаворитом. Ставки принимались из расчета: 1,55 на победу мексиканца и 2,75 на победу кубинца. Поединок получился достаточно интересным. Начало боя, за счет скорости и хорошего передвижения на ногах, взял Лара. Начиная с 4 раунда Альварес стал сокращать дистанцию и пытаться пробивать комбинации по корпусу, которые частично приходились в блок и большого эффективностью не отличались. В середине боя Сауль смог подловить своего соперника ударом снизу с финтом, тем самым открыв ему рассечение над правым глазом. Рассечение немного мешало в бою кубинцу и один из раундов он просто бегал от мексиканца. Конец боя был очень напряженным и для болельщиков, и для судей, и для боксеров. Альварес взрывался мощными комбинациями, в основном по корпусу, а Лара попадал точные удары и хорошо перемещался по рингу. Выявить победителя было очень сложно. Один судья отдал победу Эрисланди, а два других увидели победу Сауля. После боя в интервью кубинец заявил, что выиграл бой на 100 % и мексиканец не достоин уважения. Альварес же сказал, что если Лара и выиграл, то только в марафоне, так как постоянно бегал от него. Примечательно то, что Остин Траут, который проводил бой с обоими, перед поединком предсказывал победу Эрисланди, а после боя заявил что победа за Канело. Многие эксперты бокса признают крайне лояльное отношение судей к Альваресу, это касается и боя с Мейвезером, где один судья дал абсурдную ничью, это же касается и боя с Ларой, где многие эксперты увидели однозначную победу Лары, также и в ряде других поединков. Мексиканская организация WBC не скрывает своих симпатий к своему соотечественнику.

#### Бой с Ише Смитом
12 декабря 2014 года в Сан-Антонио отстоял свой титул регулярного чемпиона WBA в первом среднем весе, уверенно перебоксировав экс-чемпиона мира по версии IBF в этом весе, 36-летнего американца Ише Смита. Лара был активней на ногах и работал с дистанции а оппонент пытался оказать давление работая по корпусу. После середины боя Лара начал замедляться, Смит попробовал этим воспользоваться, взвинтил темп, однако этого всё равно было недостаточно для конкурентного боя. Итоговый счет  судей в пользу кубинца — 117-111 и 119-109 (дважды).

#### Бой с Делвином Родригесом
12 июня 2015 года в одностороннем незрелищном бою защитил титул регулярного чемпиона от притязаний Делвина Родригеса (28-8-4, 16 KO) в первом среднем весе (до 69,9 кг), добавив к нему ещё и второстепенный пояс IBO. Лара показал скоростной и умелый бокс, оппонент просто не успевал реагировать. В 6-м раунде Родригес оказался в нокдауне, но смог продолжить. Счёт на карточках всех трёх судей был одинаково разгромный – 120-107 кубинцу.

#### Бой с Яна Завека
25 ноября 2015 года в Майами (Флорида) защитил титулы против словенского претендента, экс-чемпиона мира в полусреднем весе 39-летнего Деяна Завека (35-3, 19 КО). Во втором раунде Лара потряс возрастного оппонента, а в третьем рефери остановил бой, так как Деян пропустил несколько точных попаданий и повернулся спиной к Ларе. После этого боя Завек на ринг больше не выходил.

#### Бой с Ванесом Мартиросяном II
21 мая 2016 года в Лас Вегасе победил единогласным решение судей, и взял реванш у Ванеса Мартиросяна (36-2-1, 21 КО). Кубинец был лучше в большинстве раундов сделав ставку на свою защиту, мобильность и точность которая и решила исход боя. В 11 раунде с Мартиросяна было снято очко за удары ниже пояса. Карты судей: 115-112, 116-111 и 116-111 в пользу Лары.

#### Бой с Юрием Форманом
Бой состоялся 13 января 2017 года кубинский «суперчемпион» мира по версии WBA в первом среднем весе (до 69,9 кг) без труда защитил титул в поединке с бывшим чемпионом из Израиля Юрием Форманом (34-3, 10 КО). первые три раунда ушли на разведку, а в в 4-м раунде Лара отправил своего соперника на настил ринга левым апперкотом, после которого тот не смог продолжить бой.
В февраля 2017 года получил гражданство США.

#### Бой с Террелом Гоше
В Бруклине победил проспекта Террелла Гоше (20-0, 9 КО), перебоксировал на опыте и классе. Бой прошел аккуратно и без лишних обострений. В 4-м раунде претендент оказался в нокдауне, но смог продолжить бой. Вторая половина так же прошла под контролем чемпиона, а Гоше лишь изредко демонстрировал желание победить. Судейский счет: — 116-111 и дважды 117-110 в пользу чемпиона.

#### Объединительный бой с Джарреттом Хердом
7 апреля 2018 года в объединительном бою за титулы чемпиона мира по версиям IBF, WBA (super) и IBO проиграл раздельным решением Джарретту Хёрду. Первая половина боя осталась за техничным и умелым Ларой. Во-второй половине более крупный и ударный Хёрд включил максимальный прессинг увенчавшийся нокдауном, но добить не получилось. Итогом стало раздельное решение судей. Двое отдали минимально Хёрду 114  — 113 дважды, а третий дал 113-114 Ларе. WBA постановил начать переговоры о реванше между бойцами, но Хёрд на операцию, а Лара не стал ждать и принял решение подраться с регулярным чемпионом WBA Кастаньо.

#### Бой с Брайаном Кастаньо
Первые раунды Лара переигрывал Кастаньо с дальней дистанции. С 3-го раунда чемпион перехватил инициативу: принялся нагружать ударами корпус ветерана, агрессивно прессинговал, не давал кубинцу клинчевать, легко входил на удобную ближнюю дистанцию. После экватора бой выровнялся. Кастаньо брал затяжные паузы, долго готовил атаки, а то и вовсе давал поработать Ларе первым номером. Чемпионские раунды прошли в обмене ударами. Вердикт судей: 115:113 (Кастаньо), 115:113 (Лара) и 114:114. Ничья.

#### Чемпионский бой с Рамоном Альваресом
После того как Кастаньо отказался драться с обязательным претендентом на регулярный титул WBA его титул был разыгран между Ларой и Рамоном Альваресом.
Бой стартовал в довольно не высоком темпе, где преимущество было на стороне Лары. Уже во 2-м раунде кубинец увеличил своё превосходство, когда стал точно проводить контратакующие серии в голову и корпус Альвареса. В один из моментов Альварес оказался в нокдауне, а после продолжения поединка был забит до отмашки рефери.

#### Бой с Грегом Вендетти
29 августа в Лос-Анджелесе (США) провел дебютную защиту пояса с американским середняком Грегом Вендетти. Лара победил единогласным решением судей. Счет: 116—112, 117—111 и 117—111. Также Лара завоевал вакантный пояс чемпиона IBO в первом среднем дивизионе.

#### Переход в средний вес
Перешел в средний вес (до 72,5 кг) и в мае 2021 года сразился за вакантный титул регулярного чемпиона WBA с американцем Томасом Ламанной (30-4-1, 12 КО). Бой продлился не полный первый раунд Лара левым боковым нокаутировал соперника.
Защитил титул 28 мая 2022 года в Нью-Йорке с ирландцем Гэри О'Саливаном (31-4, 21 КО), которого не было в топ-15 WBA. Лара нокаутировал ирландца в самом начале 8-го раунда, перед этим в 4-м раунде посылая его в нокдаун.

#### Бой с Майклом Зерафой
Почти через 2 года снова вышел на ринг 31 марта 2024 года и провел первый бой с мая 2022 года — нокаутировал обязательного претендента Майкла Зерафу (31-4, 19 КО) отстояв тем самым свой титул регулярного чемпиона WBA в среднем весе (до 72,6 кг). Бойцы начали поединок с дуэля джебами, бой выходил пассивным и претендент решил обострить пойдя в атаку, Лара успел "прочесть" соперника и нокаутировал точной двойкой за десять секунд до конца раунда.

## Список профессиональных поединков
В таблице перечислены результаты всех поединков боксёров.
В каждой строке указан результат поединка. Дополнительно номер поединка обозначен цветом, который обозначает итог поединка. Расшифровка обозначений и цветов представлена в нижеследующей таблице.
| Пример | Расшифровка                     |
| ------ | ------------------------------- |
|        | Победа                          |
|        | Ничья                           |
|        | Поражение                       |
|        | Планируемый поединок            |
|        | Поединок признан несостоявшимся |
| КО     | Нокаут                          |
| ТКО    | Технический нокаут              |
| PTS    | Решение судей (по очкам)        |
| UD     | Единогласное решение судей      |
| MD     | Решение большинства судей       |
| SD     | Раздельное решение судей        |
| RTD    | Отказ от продолжения боя        |
| DQ     | Дисквалификация                 |
| NC     | Поединок признан несостоявшимся |

| 36 поединков, 30 побед (18 нокаутом), 3 ничьи, 3 поражения. | 36 поединков, 30 побед (18 нокаутом), 3 ничьи, 3 поражения. | 36 поединков, 30 побед (18 нокаутом), 3 ничьи, 3 поражения. | 36 поединков, 30 побед (18 нокаутом), 3 ничьи, 3 поражения. | 36 поединков, 30 побед (18 нокаутом), 3 ничьи, 3 поражения. | 36 поединков, 30 побед (18 нокаутом), 3 ничьи, 3 поражения. |
| Бой                                                         | Дата боя                                                    | Соперник                                                    | Место проведения боя                                        | Раундов, время                                              | Комментарии |
| ----------------------------------------------------------- | ----------------------------------------------------------- | ----------------------------------------------------------- | ----------------------------------------------------------- | ----------------------------------------------------------- | --- |
| 29-3-3                                                      | 28 мая 2022                                                 | Гэри О'Салливан (31-4)                                      | Барклайс-центр, Бруклин, Нью-Йорк, США                      | TKO 8 (12), 0:23                                            | Защитил титул регулярного чемпиона мира по версии WBA (1-я защита Лары) в среднем весе.                                                                                 |
| 28-3-3                                                      | 1 мая 2021                                                  | Томас Ламанна (30-4-1)                                      | Дигнити Хелс Спортс Парк, Карсон, Калифорния, США           | KO 1 (12), 1:20                                             | Завоевал вакантный титул регулярного чемпиона мира по версии WBA в среднем весе.                                                                                        |
| Перешёл в средний вес — 160 фунтов (до 72,57 кг).           |                                                             |                                                             |                                                             |                                                             | |
| 27-3-3                                                      | 29 августа 2020                                             | Грег Вендетти (22-3-1)                                      | Microsoft Theater, Лос-Анджелес, Калифорния, США            | UD 12 (12)                                                  | Завоевал вакантный титул чемпиона мира по версии IBO и защитил титул регулярного чемпиона мира по версии WBA (1-я защита Лара) в 1-м среднем весе.                      |
| 26-3-3                                                      | 31 августа 2019                                             | Рамон Альварес (28-7-3)                                     | Minneapolis Armory, Миннеаполис, Миннесота, США             | KO 2 (12), 2:03                                             | Завоевал вакантный титул регулярного чемпиона мира по версии WBA в 1-м среднем весе.                                                                                    |
| 25-3-3                                                      | 2 марта 2019                                                | Брайан Кастаньо (15-0)                                      | Барклайс-центр, Бруклин, Нью-Йорк, США                      | SD 12 (12)                                                  | Бой за титул регулярного чемпиона мира по версии WBA (2-я защита Кастаньо) в 1-м среднем весе. Счёт: 114-114, 115-113, 113-115.                                         |
| 25-3-2                                                      | 7 апреля 2018                                               | Джарретт Хёрд (21-0)                                        | Hard Rock Hotel and Casino, Лас-Вегас, США                  | SD 12 (12)                                                  | Объединительный бой за титулы чемпиона мира по версиям IBF (2-я защита Хёрда), WBA (super) и IBO (5-я защита Лары) в 1-м среднем весе. Счёт: 114-113, 113-114, 113-114. |
| 25-2-2                                                      | 14 октября 2017                                             | Террелл Гоша (20-0)                                         | Бруклин, Нью-Йорк, США                                      | UD 12 (12)                                                  | Бой за титул чемпиона мира по версиям WBA Super и IBO (4-я защита Лары) в 1-м среднем весе. Счёт: 116-111, 117-110, 117-110.                                            |
| 24-2-2                                                      | 13 января 2017                                              | Юрий Форман (34-2)                                          | Хайалиа, Флорида, США                                       | KO 4 (12), 1:47                                             | Бой за титул чемпиона мира по версиям WBA Super и IBO (3-я защита Лары) в 1-м среднем весе.                                                                             |
| 23-2-2                                                      | 21 мая 2016                                                 | Ванес Мартиросян (2) (36-2-1)                               | Лас-Вегас, Невада, США                                      | UD (12)                                                     | Завоевал вакантный титул чемпиона мира по версии WBA и защитил титул чемпиона мира по версии IBO (2-я защита Лары) в 1-м среднем весе. Счёт: 116-111, 116-111, 115-112. |
| 22-2-2                                                      | 25 ноября 2015                                              | Ян Завек (35-3-0)                                           | Хайалиа, Флорида, США                                       | TKO 3 (12), 0:41                                            | Чемпион мира по версиям WBA (3-я защита Лары) и IBO (1-я защита Лары) в 1-м среднем весе.                                                                               |
| 21-2-2                                                      | 12 июня 2015                                                | Делвин Родригес (28-7-4)                                    | Чикаго, США                                                 | UD (12)                                                     | Чемпион мира по версиям WBA (2-я защита Лары) и IBO (вакантный титул) в 1-м среднем весе. Родригес в нокдауне в 6-м раунде. Счёт судей 120-107 (все).                   |
| 20-2-2                                                      | 12 декабря 2014                                             | Ише Смит (26-6)                                             | Сан-Антонио, США                                            | UD (12)                                                     | 119-109, 119-109, 117-111. Защитил титул WBA в 1-м среднем весе. |
| 19-2-2                                                      | 12 июля 2014                                                | Сауль Альварес (43-1-1)                                     | Лас-Вегас                                                   | SD (12)                                                     | 113-115, 115-113, 111-117. |
| 19-1-2                                                      | 7 декабря 2013                                              | Остин Траут (26-1)                                          | Нью-Йорк                                                    | UD (12)                                                     | 118-109, 117-110, 117-110. Выиграл вакантный титул WBA в 1-м среднем весе (первый титул чемпиона мира в карьере Лары). Траут в нокдауне в 11 раунде.                    |
| 18-1-2                                                      | 8 июня 2013                                                 | Альфредо Ангуло (22-2)                                      | Карсон (Калифорния)                                         | TKO 10 (12), 1:50                                           | Выиграл временный титул WBA в 1-м среднем весе. Лара в нокдаунах в 4 и 9 раундах.                                                                                       |
| 17-1-2                                                      | 10 ноября 2012                                              | Ванес Мартиросян (32-0)                                     | Лас-Вегас                                                   | TD 9 (12), 0:26                                             | 85-86, 86-86, 87-84. Отборочный бой WBC в 1-м среднем весе. Мартиросян получил рассечение от столкновения головами в 9 раунде.                                          |
| 17-1-1                                                      | 30 июня 2012                                                | Фредди Эрнандес (30-2)                                      | Индио (Калифорния)                                          | UD (10)                                                     | 95-94, 98-91, 99-90. |
| 16-1-1                                                      | 20 апреля 2012                                              | Рональд Хёрнс (26-2)                                        | Билокси (Миссисипи)                                         | TKO 1 (10), 1:34                                            | Полуфинал отборочного турнира WBC в 1-м среднем весе. |
| 15-1-1                                                      | 9 июля 2011                                                 | Пол Уильямс (39-2)                                          | Атлантик-Сити                                               | MD (12)                                                     | 114-116, 114-115, 114-114. |
| 15-0-1                                                      | 25 марта 2011                                               | Карлос Амадо Молина (17-4-1)                                | Лас-Вегас                                                   | MD (10)                                                     | 95-95, 95-95, 93-97. |
| 15-0                                                        | 14 января 2011                                              | Дельрей Рейнс (18-8-1)                                      | Индио (Калифорния)                                          | KO 1 (10), 2:59                                             | Рейнс в нокдауне в 1 раунде. |
| 14-0                                                        | 27 ноября 2010                                              | Тим Коннорс (10-1)                                          | Лас-Вегас                                                   | TKO 1 (10), 1:38                                            | Выиграл вакантный титул WBA Fedelatin в 1-м среднем весе. |
| 13-0                                                        | 18 августа 2010                                             | Уилли Ли (17-6)                                             | Монро (Луизиана)                                            | TKO 1 (10), 1:48                                            | Ли 1 раз в нокдауне. |
| 12-0                                                        | 9 июля 2010                                                 | Уильям Корреа (8-3)                                         | Денвер                                                      | TKO 1 (10), 1:34                                            | Корреа 2 раза в нокдауне. |
| 11-0                                                        | 2 апреля 2010                                               | Дэнни Перес (34-6)                                          | Лас-Вегас                                                   | UD (10)                                                     | 99-91, 99-91, 99-91. |
| 10-0                                                        | 29 января 2010                                              | Грэди Брюэр (26-11)                                         | Лас-Вегас                                                   | TKO 10 (10), 2:44                                           | |
| 9-0                                                         | 12 декабря 2009                                             | Лучано Перес (17-9-1)                                       | Чикаго                                                      | UD (10)                                                     | 100-90, 99-91, 99-91. |
| 8-0                                                         | 19 сентября 2009                                            | Хозе Варела (23-6)                                          | Лас-Вегас                                                   | KO 1 (8), 2:12                                              | |
| 7-0                                                         | 17 июля 2009                                                | Дарнелл Бун (16-11-2)                                       | Лас-Вегас                                                   | UD (6)                                                      | 59-55, 60-54, 60-54. |
| 6-0                                                         | 22 мая 2009                                                 | Эдвин Васкес (22-13-2)                                      | Майами                                                      | TKO 4 (8), 1:13                                             | |
| 5-0                                                         | 2 мая 2009                                                  | Крис Грей (11-7)                                            | Лас-Вегас                                                   | UD (4)                                                      | 40-36, 40-36, 40-36. |
| 4-0                                                         | 20 февраля 2009                                             | Кит Гросс (3-0)                                             | Форт-Лодердейл                                              | KO 1 (4), 1:09                                              | |
| 3-0                                                         | 9 января 2009                                               | Родриго Агияр (5-3)                                         | Примм (Невада)                                              | TKO 1 (4), 2:59                                             | |
| 2-0                                                         | 12 сентября 2008                                            | Денис Алексеев (4-21-2)                                     | Куксхафен                                                   | TKO 1 (4), 2:19                                             | |
| 1-0                                                         | 4 июля 2008                                                 | Иван Маслов (3-0-1)                                         | Анкара                                                      | PTS (4)                                                     | 40-36. |